# ヴァイオリン協奏曲第1番 (ショスタコーヴィチ)
ドミートリイ・ショスタコーヴィチのヴァイオリン協奏曲第1番 イ短調 作品77は、1947年から1948年にかけて作曲されたヴァイオリン協奏曲である。曲の長さ・内容・オーケストレーションとも大規模であり、交響曲に匹敵すると言える。ショスタコーヴィチの傑作の1つである。
本作は、ヴァイオリニストのダヴィッド・オイストラフに献呈されている。

## 作曲・初演の経緯
作曲は1947年7月21日に開始され、1948年3月24日に完成した。しかし、十二音技法を使うなどの前衛的な書法と、1948年2月に共産党中央委員会によりジダーノフ批判が始まったことから、ショスタコーヴィチは発表を控えた（詳細は「作品番号」の項参照）。
この頃のショスタコーヴィチは、「若き親衛隊」（1948年）や「エルベの邂逅」（1949年）など、ソヴィエト的テーマの映画音楽を相次いで書いていた。これらの音楽において彼は、大衆との結びつきを目指したと言われており、ヴァイオリン協奏曲第1番も全曲に通奏低音のように流れるユダヤ趣味をはじめ、ロシアの民族的要素が主導的役割をもっている。しかし、この曲でショスタコーヴィチは確かにロシア民族の本性に立ってはいるが、社会主義リアリズムの「形式は民族的」を皮相的に解釈したような、単に民謡や民族舞踏のリズムを流用に留まってはいない。ショスタコーヴィチは、インターナショナルな内容を追求しながらも、なおかつ民族的な表出を持ったものを完成しつつあった。
そしてこの方向は、映画音楽「ベルリン陥落」やオラトリオ「森の歌」、合唱曲「革命詩人の詩による10の詩」（1951年）、カンタータ「我が祖国に太陽は輝く」に連なり、大衆歌の様式と結びつけて伝統的なロシアの合唱音楽の形式が、現代的感覚の中で発展させられた。戦前戦後を通じて、ショスタコーヴィチがこれほど民族的であったことはないと言われる。
ヴァイオリン協奏曲第1番は、スターリン死後の雪解けの雰囲気の中、交響曲第10番の初演が一応の成功をもって終え、ジダーノフ批判が一段落したと考えられた1955年、曲の完成から約7年が経った頃に発表された。この時期「ソヴェーツカヤ・ムージカ（ソヴィエトの音楽）」に発表されたハチャトゥリアンの論文（1953年）や共産党機関紙「プラヴダ」に掲載されたショスタコーヴィチの論文（1956年）に見られるように、ソヴィエトの社会主義芸術は、「創造性」や「個性」に漸次的にではあるが再び注目し始めていた。
初演は1955年10月29日、エフゲニー・ムラヴィンスキー指揮レニングラード・フィルハーモニー交響楽団、ヴァイオリン独奏ダヴィッド・オイストラフにて行われた。1955年12月31日、オイストラフはミトロプーロス指揮のニューヨーク・フィルハーモニックでアメリカ初演する際のインタビューで「交響曲第10番に酷似した最新の作品」との発言を残している。

## 楽器編成
打楽器を増強したオーケストラながらも、トランペット、トロンボーンを含まないことが特徴的。
独奏ヴァイオリン、フルート3（うち1本はピッコロ持ち替え）、オーボエ3（うち1本はイングリッシュホルン持ち替え）、クラリネット3（うち1本はバスクラリネット持ち替え）、ファゴット3（うち1本はコントラファゴット持ち替え）、ホルン4、チューバ、ティンパニ、タンブリン、タムタム、シロフォン、チェレスタ、ハープ2、弦5部

## 作品の内容
古典的な協奏曲で一般的な3楽章制とは異なった4楽章形式でありながら、アルバン・ベルクのヴァイオリン協奏曲などの近代協奏曲のように一貫した構成を持っておらず、4つの楽章はそれぞれ独立した曲をなしている。また、古典的な音楽形式であるパッサカリアを第3楽章に配置したこと、「夜想曲」や「ブルレスケ」など、各楽章に標題をもっていることも特徴的。
また、交響曲的ともいえる深い内容にもかかわらず、拡大された2管編成という楽器構成、管弦楽法の筆致はシンプルで、室内楽的でもある。
演奏時間は約35分。

### 第1楽章 Nocturne. Moderato
ノクターン、イ短調、序奏部を伴う三部形式。
中間部の主題にはオクターブ内の12音がすべて現れており、ショスタコーヴィチが最晩年に用いた独自の十二音技法の先駆となっている。フルートが2つ休んでピッコロだけとなり、シロフォンはこの楽章では使われない。協奏曲の第1楽章に「夜想曲」を用いた例は非常に珍しい。しかし、この曲を協奏交響曲的なものと考えれば、ショスタコーヴィチは交響曲の第1楽章にしばしば穏やかな楽想を用いているので、特に目新しい書法というわけではない。
この夜想曲は導入部を持った三部形式からなり、全般的に沈鬱な色彩とムード的抒情性をたたえ、メロディーの半音階的構成は特徴的でもある。なお、ショスタコーヴィチの多くの交響曲同様、三部形式といっても形式感はかなりゆるやかかつ自由である。
夜想曲とはいえ、感情を厳しく制御した、思索的な音のする楽章を象徴するかのように低弦で重々しく4小節の序奏があると、独奏ヴァイオリンがその主題を模倣する。この主題は民謡といった従来の旋律から取られたものではなく、半音を巧みに使った非常に不定形のもので、導入部全体に渡る一つの無限旋律を形成し、理知的な進み方をしていく。また、15小節目以降に含まれる動機とその展開は、この楽章の骨格をなすものでもある。ちなみに、導入部前半の低弦の動き、24小節目よりあらわれるファゴットの使用は、交響曲第10番との類似を感じさせる。この導入部は、第1部の主要主題に発展し、かなり瞑想的な性格を帯びる。79小節目からの6小節の間はオクターヴ内の12の音が揃っている。
93小節から98小節にかけてヴァイオリンがC音を長く引く中にハープとチェレスタがピアニッシモで奏される効果は、ショスタコーヴィチの交響曲第5番の第3楽章の手法を髣髴とさせる。120小節で主要主題がフォルテの重音奏法でヴァイオリンに現れるが、これは一種の擬似再現の形で、導入部の要素と絡み合って発展する。142小節で第三部に入り、ほぼ第一部を繰り返しつつ、164小節以下のコーダに結びつく。弱音器を付けた弦楽器の和音の上で、同じく弱音器を付けた独奏ヴァイオリンが、先の無限旋律の続きを静かに続け、イ短調で消え入るように終わる。

### 第2楽章 Scherzo. Allegro
ショスタコーヴィチがきわめて得意とする快速なスケルツォ、変ロ短調〜変ロ長調。
独奏ヴァイオリン主導で、次々にテーマが展開される。冒頭の主題の動機は、交響曲第10番第3楽章の冒頭主題の動機と同じである。135小節からは、ショスタコーヴィチ自身のイニシャルから取ったDSCH音型が出現する（同音型は短2度-短3-短2だが、ここでは短2-短3-長2と少々変形されている）。テューバ、チェレスタ、ハープが休むが、交響曲第10番第2楽章よろしく、木管楽器は総動員される。
交響曲第6番第2楽章後半部を髣髴とさせる、フルートとバス・クラリネットのオクターヴのおどけた主題を提示する。独奏ヴァイオリンがこれにアクセントを付ける。いわゆる西欧近代的なしゃれた味わいのある楽想である。33小節で主題は独奏ヴァイオリンに移り、楽器を加えて45小節から107小節はその発展形となる。やせた骨ばった独奏ヴァイオリンがきわめて印象的である。
トリオの198小節目からはポーコ・ピゥ・モッソ、2/4拍子となり、単純な主題を基にして、独奏ヴァイオリンがフォルテッシモの重音奏法で技巧的な動きを見せる。やがて打楽器の参加とともに、突然、255小節でハ長調の賑やかな行進曲となり、シロフォン、タンブリンが動員されて鋭い現代的感覚を呼び覚ます。そのあとはスケルツォの部分の再帰となり、それからまた2/4拍子の行進曲が顔を出す。328小節で原調に戻り、アレグロ、3/8拍子で再現部となる。
442小節以下、変イ短調に移された主要主題が冒頭の形そのままで現れ、508小節で再び原調に帰って主題が全合奏で強く奏されてから、ヴァイオリンのパッセージがクライマックスを作る。546小節からはコーダとなり、またメノ・モッソでトリオの行進曲主題が独奏ヴァイオリンの重音奏法の中でとりあげられ、自由な変形によってコーダを形成する。ヴァイオリンが装飾的型を奏し続ける中、587小節よりオーケストラがフォルテシシモでスケルツォの主題をもう一度出し、これを12回繰り返して鮮やかに終わる。

### 第3楽章 Passacaglia. Andante - Cadenza (attacca)
主題と8つの変奏によるパッサカリア、ヘ短調。
構成上、ここにパッサカリア楽章が置かれているのは、交響曲第8番第4楽章を彷彿とさせる。第8変奏の後は独奏ヴァイオリンの長大なカデンツァとなり、切れ目なく第四楽章に続く。楽器ではフルート、ピッコロ、タム・タム、シロフォン、チェレスタ、ハープが休みとなり、重厚な雰囲気をは裏腹に、簡素でシンプルな表現に終始している。また、調性の面でも常にヘ短調を維持しており、テンポの点でもアンダンテで一貫されていることも特徴的である。
主題は、ティンパニーのアクセントを伴ったチェロとコントラバスの低弦によって厳かかつ重厚に示され、ホルンの対旋律が三連符を含むオクターヴの荘重な音型で主題を装飾する。8つの変奏を経て、独奏ヴァイオリンによるカデンツァとなる。第8変奏で独奏ヴァイオリンは、チェロとコントラバスのピツィカートの上に、主題提示部におけるホルンのモチーフから派生した三連音型のメロディーを奏するが、これはカデンツァ主題とも密接な結びつきをもっている。
この楽章は、ショスタコーヴィチのバッハの音楽に対する傾倒と見ることもできるが、そのことは後半のカデンツァで最もよく感じ取ることができる。変奏曲には交響曲との関連性もうかがわせたが、フィナーレの直前に長大なカデンツァが置かれていることは、構成上、作曲者がこの曲をあくまでも協奏曲として扱おうとしている姿勢の現われである。カデンツァは独奏楽器にヴィルトゥオーゾ的役割を与えていることを意味するが、同時に、パッサカリアという対位法的音楽と組み合わせてバロック音楽の様式のヴァイオリン曲を書こうとした意欲も見られるのであり、事実このカデンツァには、しばしばバッハの無伴奏ヴァイオリンのためのソナタとパルティータと類似した印象を聴き手に強く与えさせる。なお、カデンツァの263〜265小節には、第2楽章のトリオの行進曲調のモチーフが用いられ、全曲のバランスと統一感にも気を配らせている。カデンツァが終り近くになって独奏ヴァイオリンに12連符のグリッサンドのパッセージが現れて盛り上がりをみせると、アタッカで切れ目なく第4楽章に突入する。

### 第4楽章 Burlesque. Allegro con brio - Presto
ブルレスケ、イ短調〜イ長調、ロンド形式。バス・クラリネット、チェレスタ、ハープは使われない。
叩き付けるような激しい独奏とけたたましいまでの伴奏が特徴。楽器の巧みな使用が際立つ無窮動的な作品である。前楽章からティンパニーが打ち出しを合図になだれ込む。2小節の序奏に引き続いて、管弦楽が土俗的なロンド主題をイ短調で華やかに奏する。主題は4小節目から木管群で提示されるが、シロフォンの鋭角的な輪郭付けをされており、舞曲調かつこの曲で最も判り易い最も自然な旋律で、明るい感じの音楽である。この主題は10小節目でニ長調に飛び移り、次の小節で変ホ長調になり、その次でまたいったん原調に戻る。すると、17小節目で突然ハ短調に転調し、またすぐに原調に復するといった風に、目まぐるしく調性が変わっていく。29小節以下、独奏ヴァイオリンが加わってクラリネットと対位法的にからみあいながら主題の発展を行い、64小節目から変形主題が独奏楽器を中心に現れて主部を完結する。
第一中間部は88〜130小節、第二中間部は176〜256小節、コーダが299〜357小節である。一方、ロンド主題は131〜175小節、257〜298小節となる。特に239小節からは、ホルンが前楽章のパッサカリア主題を吹き始め、二声のカノンの形をとって展開、257小節からロンド主題の変形されたものがフォルテッシモで独奏ヴァイオリンに現れ、ロンドの主部が多くの修飾を施されて復帰し、299小節からプレストのコーダとなって終曲に向けて一気に加速してゆく一連の動きの巧みさは、ショスタコーヴィチならではである。

## 作品番号について
本曲の作品番号は作品77であるが、CDのタイトル表記やコンサートのプログラムなどでは作品99とされるケースが多い。これは、作曲時期と発表時期のずれに起因するものである。
1955年に曲が出版された際は、当時出版されていた曲の続き番号である作品99として出版されていたためである。ところが、作曲の経緯がわかった後、実際の作曲年代に合わせて作品77に変更された。ちなみに作品99は、改めて映画音楽「第一軍用列車」に割り当てられた。
また、ヴァイオリン協奏曲第1番と同時期に作曲され、1954年に初演された「祝典序曲」は、今日でも発表された時系列に合わせて作品96として作品目録に登録されたままである。
このような事情があったためか、現在でも本曲を出版時の作品番号である作品99と表記するケースが多い。しかし、作品77と作品99の間では若干のオーケストレーションの異同も認められ、単純に「作曲時期の相違」だけで作品番号の変更が行われたわけではない。厳密な意味では「作品77」と「作品99」は区別する必要もあり、作品番号の取り扱いにはさまざまな問題を孕んでいる。オーケストレーションの異同の内容は、ショスタコーヴィチ作品選集第14巻巻末の校訂報告に詳しい。